# Fagernes
Fagernes és el centre administratiu del municipi de Nord-Aurdal, al comtat d'Innlandet, Noruega. És l'assentament més gran de la vall de Valdres, amb una població l'any 2015 de 1.846 habitants.
El 14 de juny de 2007, el consell municipal de Nord-Aurdal va decidir atorgar l'estatus de ciutat a Fagernes. La decisió va entrar en vigor el 8 de setembre de 2007, quan Fagernes va celebrar el seu 150è aniversari.
Fagernes es troba aproximadament a 3 hores al nord-oest d'Oslo, i és una important destinació turística per a Noruega, a causa de les bones comunicacions amb la capital, la natura que envolta la vall de Valdres i les zones de muntanya, com Jotunheimen i Spåtind. L'aeroport més proper és l'aeroport de Fagernes-Leirin.